# Spanische Frauen-Handballnationalmannschaft (Juniorinnen)
Die spanische Frauen-Handballnationalmannschaft (Juniorinnen) ist die von der königlichen spanischen Handballföderation (Real Federación Española de Balonmano, RFEBM) aufgestellte Nationalauswahl Spaniens für Nachwuchsspielerinnen der Altersklassen Junioren.

## DefinitionJuniorinnenundJugend
Die Juniorenauswahl steht altersmäßig zwischen der Jugendauswahl und der A-Nationalmannschaft.
Da sich die Leistungsfähigkeit von Sportlern altersabhängig unterscheidet, wird eine Klasseneinteilung vorgenommen.
Unterhalb der Erwachsenenklasse Senioren (absoluta selección) werden die Sportler abhängig vom Geburtsjahr Altersklassen zugeteilt. Im deutschen Sprachraum wird dabei der Buchstabe U (steht für unter) vor das jeweilige Alter gesetzt. Die Junioren (júnior selección) und Jugend (juvenil selección) genannten Sportler treten in den Altersklassen U 20 (unter 20 Jahren) und U 19 (unter 19 Jahren) an. Da für die Einteilung das Geburtsjahr ausschlaggebend ist, können die Sportler ihre Klassenzugehörigkeit während einer Saison beibehalten.
Beispiele: An den U-20-Wettbewerben im Jahr 2018 durften Spielerinnen der Geburtsjahrgänge 1997 und 1998 teilnehmen. An den U-19-Wettbewerben des Jahres 2018 durften Spielerinnen der Geburtsjahrgänge 1999 und 2000 teilnehmen.
Da die Altersklassen jeweils nur zwei Jahre behalten werden, ist die Fluktuation weit größer als bei den Erwachsenenauswahlen.

## Spiele
Die Juniorinnen (selección española junior) bestritten bis Oktober 2022 448 offizielle Länderspiele bzw. Freundschaftsspiele. Das erste Spiel einer Juniorinnenauswahl fand vor dem 20. Oktober 1985 gegen eine Auswahl Frankreichs statt.
Im Folgenden eine Auswahl der letzten Länderspiele sowie bevorstehender Spiele.
| Nr. Anm. 1 | Datum         | Wettbewerb                               | Ort, Spielhalle                                                | Zuschauer | Gegner                  | S/U/N Anm. 2 | Ergebnis Anm. 3 | Anmerkungen                           |
| ---------- | ------------- | ---------------------------------------- | -------------------------------------------------------------- | --------- | ----------------------- | ------------ | --------------- | ------------------------------------- |
| 477        | 28. Juni 2024 | Weltmeisterschaft 2024                   | Skopje, Sportski centar Boris Trajkovski                       | 74        | Angola                  | S            | 24:18 (12:10)   | Spanien belegte Platz 17 des Turniers |
| –          | 7. März 2025  | Testspiel                                | Elda, Pabellón Ciudad de Elda Florentino Ibáñez                |           | Elda Prestigio          | S            | 29:23           |                                       |
| –          | 9. März 2025  | Testspiel                                | Elche, Pabellón Esperanza Lag                                  |           | atticgo Balonmano Elche | N            | 20:26 (10:10)   |                                       |
| 478        | 26. Juni 2025 | Torneo Internacional Ciudad de Antequera | Antequera, Pabellón Polideportivo Municipal Fernando Argüelles |           | Portugal                | S            | 28:18           |                                       |
| 479        | 27. Juni 2025 | Torneo Internacional Ciudad de Antequera | Antequera, Pabellón Polideportivo Municipal Fernando Argüelles |           | Frankreich              | S            | 28:19           |                                       |
| 480        | 28. Juni 2025 | Torneo Internacional Ciudad de Antequera | Antequera, Pabellón Polideportivo Municipal Fernando Argüelles |           | Deutschland             | N            | 27:36 (15:18)   |                                       |
|            | 9. Juli 2025  | Europameisterschaft 2025                 | Podgorica, Sportski centar Morača                              | 100       | Deutschland             | U            | 29:29 (13:16)   |                                       |
|            | 10. Juli 2025 | Europameisterschaft 2025                 | Podgorica, Sportski centar Morača                              | 67        | Färöer                  | S            | 23:16 (8:6)     |                                       |
|            | 12. Juli 2025 | Europameisterschaft 2025                 | Podgorica, Verde Complex                                       |           | Rumänien                |              |                 |                                       |

Fußnoten

## Erfolge
Spanische Nachwuchsmannschaften hatten Erfolge bei diesen großen Wettbewerben:
- 4. Platz bei der U-20-Weltmeisterschaft 2001 und der U-20-Weltmeisterschaft 2008
- 2. Platz bei der U-19-Europameisterschaft 2007
- 3. Platz bei der U-19-Europameisterschaft 2002

## Spielerinnen

### Aktuelles Aufgebot
Für die U-19-Europameisterschaft im Juli 2025 berief Trainer Joaquín Rocamora folgende Spielerinnen ins Aufgebot:
- Tor: Goundo Gassama Cissokho (Club Balonmano Granollers), Udane Bernabé Cobos (Club Balonmano Elche)
- Rückraum: Rosane Serrano Ortega (Club Balonmano Kukullaga), Naroa Baquedano Mezquiriz (Sociedad Cultura Deportivo Recreativa Anaitasuna), Laura Rodríguez Magallón (Balonmano La Jota), Belén Rodríguez (Club Balonmano Granollers), Anna Ros Quesada (Handbol Sant Quirze), Estitxu Rodríguez (Club Deportivo Beti-Onak)
- Außen: Sara Palanques Martorell (Club Balonmano Morvedre), Lidia Trinidad Bomaba Santos (Club Fundación Balonmano Agustinos Alicante), Lucía Julve Benages (Club Amics Handbol Onda), Paula Lluch Rico (Club Balonmano Femenino Elda), Martina Catalá Molla (Club Balonmano Morvedre)
- Kreis: Libe Arruabarrena Gaztañazpi (Club Deportivo Beti-Onak), Kelly Nnonzie Fonkeng Mfotiog (Club Deportivo Beti-Onak), Kadidiatou Jallow Diallo (Club Balonmano Granollers)

### Rekordspielerinnen (nach Spielen)
| Platz | Spielerin            | Spiele | Tore | Position | Zeitraum  |
| ----- | -------------------- | ------ | ---- | -------- | --------- |
| 01    | Mercedes Castellanos | 57     | 0    | TW       | 2006–2008 |
| 01    | Alba Albaladejo      | 57     | 143  | RL       | 2006–2008 |
| 03    | María Luján          | 56     | 269  | RL       | 2006–2008 |
| 03    | Nuria Gràcia         | 56     | 060  | RM       | 2006–2008 |
| 05    | Marta Santos         | 53     | 030  | KL       | 2006–2008 |
| 06    | María Núñez          | 51     | 064  | KL       | 2006–2008 |
| 07    | Marta Mangué         | 50     | 248  | RR       | 2000–2003 |
| 08    | Carmen Martín        | 48     | 186  | RA       | 2006–2008 |
| 09    | Beatriz Escribano    | 47     | 106  | RM       | 2007–2010 |
| 10    | Anabel Mateo         | 46     | 056  | R        | 2006–2008 |

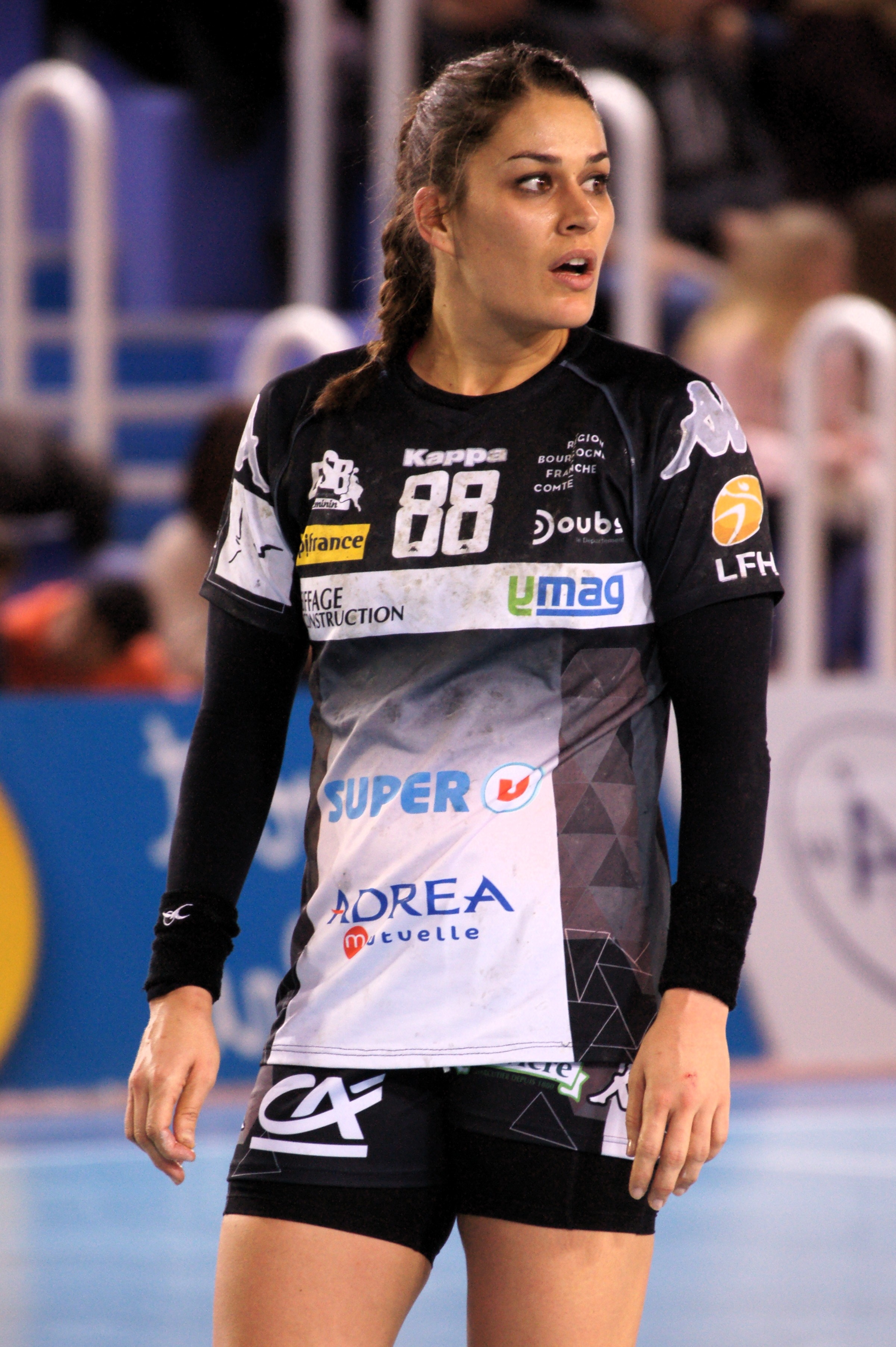
María Núñez, eine Rekordnationalspielerin der RFEBM

Von den aufgeführten Rekordspielerinnen dieser Auswahl wurden Albaladejo, Luján, Gràcia, Santos und Mateo später nie in der A-Auswahl eingesetzt.

### Rekordspielerinnen (nach Toren)

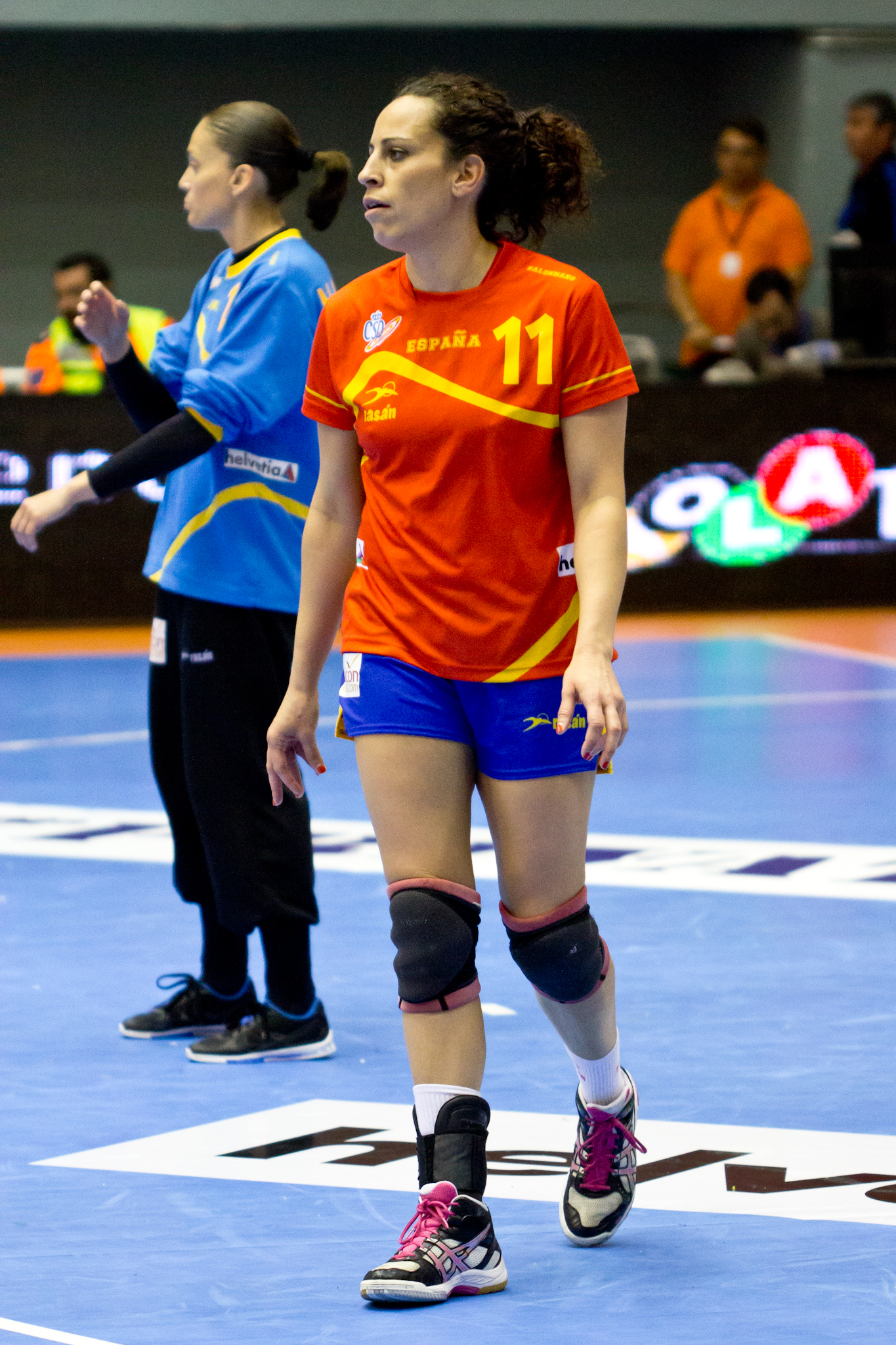
Nuria Benzal, eine Rekordnationalspielerin der RFEBM

| Platz | Spielerin         | Spiele | Tore | Position | Zeitraum  |
| ----- | ----------------- | ------ | ---- | -------- | --------- |
| 01    | María Luján       | 56     | 269  | RL       | 2006–2008 |
| 02    | Marta Mangué      | 50     | 248  | RR       | 2000–2003 |
| 03    | Nuria Benzal      | 41     | 197  | RL       | 2002–2005 |
| 03    | Marta López       | 37     | 197  | RA       | 2008–2010 |
| 05    | Lara González     | 36     | 189  | KL       | 2011–2012 |
| 06    | Carmen Martín     | 48     | 186  | RA       | 2006–2008 |
| 07    | Nerea Pena        | 43     | 181  | RR       | 2006–2008 |
| 08    | Macarena Aguilar  | 30     | 179  | RM       | 2004–2005 |
| 09    | Patricia Alonso   | 28     | 170  | KL       | 1998–1999 |
| 10    | Beatriz Fernández | 37     | 163  | LA       | 2003–2005 |

## Trainer
Trainer der Mannschaft ist seit Oktober 2021 Joaquín Rocamora. Er löste Imanol Álvarez ab, der im September 2017 als Nachfolger von Jorge Dueñas berufen wurde.

## Teilnahme an Wettbewerben

### Weltmeisterschaft der Juniorinnen (U 20)
Die U-20-Weltmeisterschaften (Campeonato Mundial de Balonmano Sub-20) werden seit 1977 grundsätzlich alle zwei Jahre ausgetragen. Spaniens Team nahm erstmals 1985 teil.
| Jahr | Gastgeber      | Teams                                            | Platz                                            | Mannschaft | Trainer                                          | Anmerkungen                                       |
| ---- | -------------- | ------------------------------------------------ | ------------------------------------------------ | --- | ------------------------------------------------ | ------------------------------------------------- |
| 1985 | Sowjetunion    | 15                                               | 15.                                              | |                                                  |                                                   |
| 1987 | Sowjetunion    | 15                                               | 11.                                              | María Sánchez, … |                                                  |                                                   |
| 1989 | Nigeria        | 15                                               | 08.                                              | Montserrat Puche, María Sánchez, … |                                                  |                                                   |
| 1999 | China          | 20                                               | 06.                                              | Patricia Alonso, Verónica Cuadrado, … |                                                  |                                                   |
| 2001 | Ungarn         | 20                                               | 04.                                              | Marta Mangué, Vanesa Amorós, … |                                                  |                                                   |
| 2005 | Tschechien     | 20                                               | 11.                                              | Nuria Benzal, … |                                                  |                                                   |
| 2008 | Mazedonien     | 20                                               | 04.                                              | Amparo Aguas Ronda, María Luján, Diana Castro Sandoval, Veronica Canon Garcia, Anabel Mateo, Anna Vicente Ortiz, Nerea Pena, Raquel de la Cruz Gomez, Marta Santos, Nuria Gràcia, Alicia Cembranos Bruzon, Merche Castellanos, Alba Albaladejo, Carmen Martín, María Núñez | Manuela Pereda                                   | Carmen Martín wurde in das All-Star-Team gewählt. |
| 2010 | Südkorea       | 24                                               | 10.                                              | Marta López, Seyna Mbengue, Elisabeth Chávez, Beatriz Escribano, Estela Doiro, … |                                                  |                                                   |
| 2012 | Tschechien     | 24                                               | 14.                                              | Patricia Encinas, … |                                                  |                                                   |
| 2014 | Kroatien       | 24                                               | nicht teilgenommen                               | nicht teilgenommen | nicht teilgenommen                               | nicht teilgenommen                                |
| 2016 | Russland       | 24                                               | 12.                                              | Laura Hernández, Maitane Etxeberria, Maddi Aalla, María Prieto, Ana Belén, Ana Marín, Ane Encina, Nora Kortaberria, Ane Artola, Aida Viloria, Eider Lizarbe, Natalia Martínez, Anna Rojas, Mireia Torras, Kaba Gassama, Nayla De Andrés                                    | Sagrario Santana                                 |                                                   |
| 2018 | Ungarn         | 23                                               | 17.                                              | Estitxu Berasategui, Isabel Fernández-Agustí, Lorena Zarco, Elisabet Cesáreo, Oihane Manrique, Rocío Rojas, Mirene Moreno, Dara Hernández, Elena Cuadrado, Seyna Mbengue, Carmen Prelchi, Haizea Aldalur, Cristina Polonio, Ona Vegué, Anne Erauskin, Ana González         | Imanol Álvarez                                   |                                                   |
| 2020 | Rumänien       | das Turnier fiel wegen der COVID-19-Pandemie aus | das Turnier fiel wegen der COVID-19-Pandemie aus | das Turnier fiel wegen der COVID-19-Pandemie aus | das Turnier fiel wegen der COVID-19-Pandemie aus | das Turnier fiel wegen der COVID-19-Pandemie aus  |
| 2022 | Slowenien      | 32                                               | nicht qualifiziert                               | nicht qualifiziert | nicht qualifiziert                               | nicht qualifiziert                                |
| 2024 | Nordmazedonien | 32                                               | 17.                                              | Marián Mera, Aida Fernández, Lyndie Tchaptchet, Carmen Arroyo, Maialen Orbañanos, Eider Poles, Alba Tort, Lucía Laguna, Garoa Sarrionandia-Ibarra, María Carrillo, Ugazi Manterola, Ester Somaza, Eider Tapia, Paula María Agulló                                          | Joaquín Rocamora                                 |                                                   |

### Europameisterschaft der Juniorinnen (U 19)
Die U-19-Europameisterschaften werden seit 1996 grundsätzlich alle zwei Jahre ausgetragen. Bei der Austragung 1998 war Spanien erstmals dabei.
| Jahr | Gastgeber   | Teams | Platz                                                                                            | Mannschaft | Trainer                                                                                          | Anmerkungen                                                                                      |
| ---- | ----------- | ----- | ------------------------------------------------------------------------------------------------ | --- | ------------------------------------------------------------------------------------------------ | ------------------------------------------------------------------------------------------------ |
| 1998 | Slowakei    | 12    | 05.                                                                                              | Patricia Alonso, Verónica Cuadrado, … |                                                                                                  |                                                                                                  |
| 2000 | Frankreich  | 12    | 05.                                                                                              | Marta Mangué, Vanesa Amorós, … |                                                                                                  |                                                                                                  |
| 2002 | Finnland    | 12    | 03.                                                                                              | Marta Mangué, Patricia Elorza, Nuria Benzal, … |                                                                                                  |                                                                                                  |
| 2004 | Tschechien  | 16    | 09.                                                                                              | Nuria Benzal, … |                                                                                                  |                                                                                                  |
| 2007 | Türkei      | 16    | 02.                                                                                              | María Núñez, Mercedes Castellanos, Alba Albaladejo, María Luján, Nuria Gràcia, Marta Santos, Beatriz Escribano, Carmen Martín, … |                                                                                                  |                                                                                                  |
| 2009 | Ungarn      | 16    | 06.                                                                                              | Marta López, Elisabeth Chávez, Beatriz Escribano, Estela Doiro, … | Sagrario Santana                                                                                 |                                                                                                  |
| 2011 | Niederlande | 16    | 08.                                                                                              | |                                                                                                  |                                                                                                  |
| 2013 | Dänemark    | 16    | 11.                                                                                              | Jennifer Gutiérrez, Carmen Campos, Paula Valdivia, … |                                                                                                  |                                                                                                  |
| 2015 | Spanien     | 16    | 08.                                                                                              | Maitane Etxeberria, Laura Hernández, Maddi Aalla, María Prieto, Ana Belén, Natalia Martínez, Nayla De Andrés, … | Sagrario Santana                                                                                 | Maitane Etxeberria wurde in das All-Star-Team gewählt.                                           |
| 2017 | Slowenien   | 16    | 10.                                                                                              | Elisabet Cesáreo, Seyna Mbengue, Nicole Morales, Ona Vegué, Anne Erauskin, … | Jorge Dueñas                                                                                     |                                                                                                  |
| 2019 | Ungarn      | 16    | 11.                                                                                              | Nicole Wiggins, June Loidi, Isabel Fernández-Agustí, Alba Spugnini, Maddi Bengoetxea, Janna Sobrepera, Sandra Vallina, Martina Capdevila, Nerea Gil, Yadira Morales, María Palomo, Aitana Santomé, Olaia Luzuriaga, Daniela Moreno, Elba Álvarez, Paula Arcos | Imanol Álvarez                                                                                   |                                                                                                  |
| 2021 | Slowenien   | 16    | nicht qualifiziert, stattdessen Teilnahme an der W19 EHF Championship 2021 in Italien (4. Platz) | nicht qualifiziert, stattdessen Teilnahme an der W19 EHF Championship 2021 in Italien (4. Platz) | nicht qualifiziert, stattdessen Teilnahme an der W19 EHF Championship 2021 in Italien (4. Platz) | nicht qualifiziert, stattdessen Teilnahme an der W19 EHF Championship 2021 in Italien (4. Platz) |
| 2023 | Rumänien    | 16    | nicht qualifiziert, stattdessen Teilnahme an der W19 EHF Championship 2023 in Litauen (1. Platz) | nicht qualifiziert, stattdessen Teilnahme an der W19 EHF Championship 2023 in Litauen (1. Platz) | nicht qualifiziert, stattdessen Teilnahme an der W19 EHF Championship 2023 in Litauen (1. Platz) | nicht qualifiziert, stattdessen Teilnahme an der W19 EHF Championship 2023 in Litauen (1. Platz) |
| 2025 | Montenegro  | 24    |                                                                                                  | | Joaquín Rocamora                                                                                 |                                                                                                  |